# Türkiye Süper Kupası 2023
La Türkiye Süper Kupası 2023 è stata la cinquantesima edizione della Türkiye Süper Kupası e ha visto affrontarsi il  Galatasaray, vincitore della Süper Lig 2022-2023 e il Fenerbahçe, vincitore della Türkiye Kupası 2022-2023.
La partita avrebbe dovuto svolgersi il 29 dicembre 2023 allo stadio dell'Università Re Sa'ud di Riad, in Arabia Saudita. In seguito al divieto delle autorità saudite di esporre slogan e striscioni in omaggio di Mustafa Kemal Atatürk, primo Presidente della Turchia, e di far suonare l'inno nazionale turco, le due società hanno ritirato le squadre e non hanno permesso che la gara venisse giocata in segno di protesta per i divieti imposti, facendo ritorno in Turchia. La partita è stata così rinviata a data da destinarsi.
Riprogrammata per il 7 aprile a Şanlıurfa, la gara è stata segnata dalla protesta del Fenerbahçe nei confronti della TFF, in seguito all'aggressione subita dai propri calciatori da parte dei tifosi del Trabzonspor al termine della partita di campionato precedentemente giocata. Il Fenerbahçe, infatti, ha deciso di far partecipare la sua formazione Under-19 e di abbandonare il campo dopo un minuto di gioco, portando alla successiva vittoria a tavolino per 3-0 del Galatasaray.

## Le squadre
| Squadre     | Qualificazione                           | Partecipazioni precedenti (il grassetto indica la vittoria)                                                                                               |
| ----------- | ---------------------------------------- | --- |
| Galatasaray | Vincitore della Süper Lig 2022-2023      | 25 (1966, 1969, 1971, 1972, 1973, 1976, 1982, 1985, 1987, 1988, 1991, 1993, 1994, 1996, 1997, 1998, 2006, 2008, 2012, 2013, 2014, 2015, 2016, 2018, 2019) |
| Fenerbahçe  | Vincitore della Türkiye Kupası 2022-2023 | 18 (1968, 1970, 1973, 1974, 1975, 1978, 1979, 1983, 1984, 1985, 1989, 1990, 1996 , 2007, 2009, 2012, 2013, 2014)                                          |

## Tabellino
| Arbitro: | Volkan Bayarslan |

|           |           |  |
| Icardi 1’ | Marcatori |  |

|              |    |                     |  |
|              |    |                     |  |
| P            | 1  | Fernando Muslera    |  |
| D            | 23 | Kaan Ayhan          |  |
| D            | 25 | Victor Nelsson      |  |
| D            | 42 | Abdülkerim Bardakcı |  |
| D            | 17 | Derrick Köhn        |  |
| C            | 18 | Berkan Kutlu        |  |
| C            | 34 | Lucas Torreira      |  |
| A            | 10 | Dries Mertens       |  |
| A            | 53 | Barış Alper Yılmaz  |  |
| A            | 7  | Kerem Aktürkoğlu    |  |
| A            | 9  | Mauro Icardi        |  |
| Substitutes: |    |                     |  |
| P            | 19 | Günay Güvenç        |  |
| D            | 6  | Davinson Sánchez    |  |
| D            | 92 | Serge Aurier        |  |
| C            | 5  | Eyüp Aydın          |  |
| C            | 8  | Kerem Demirbay      |  |
| C            | 22 | Hakim Ziyech        |  |
| C            | 91 | Tanguy Ndombele     |  |
| A            | 14 | Wilfried Zaha       |  |
| A            | 20 | Tetê                |  |
| A            | 95 | Carlos Vinícius     |  |
| Manager:     |    |                     |  |
| Okan Buruk   |    |                     |  |

|                 |    |                        |  |
|                 |    |                        |  |
| P               | 97 | Furkan Akyüz           |  |
| D               | 55 | Mustafa Emir Akyıldız  |  |
| D               | 56 | Ümitcan Okan           |  |
| D               | 49 | Muhammet İmre          |  |
| D               | 95 | Yusuf Akçiçek          |  |
| C               | 92 | Efekan Karayazı        |  |
| C               | 59 | Kerem Kayaarası        |  |
| A               | 88 | Zeki Dursun            |  |
| A               | 98 | Emirhan Arkutcu        |  |
| A               | 58 | Görkem İbrahim Demirel |  |
| A               | 94 | Çağrı Fedai            |  |
| Substitutes:    |    |                        |  |
| P               | 67 | Doğukan Demir          |  |
| D               | 54 | Yiğit Epözdemir        |  |
| D               | 96 | Mehmet Can Gülerer     |  |
| C               | 57 | Samet Seymen Sargın    |  |
| Manager:        |    |                        |  |
| Zeki Murat Göle |    |                        |  |